# خانه‌های تاریخی تبریز

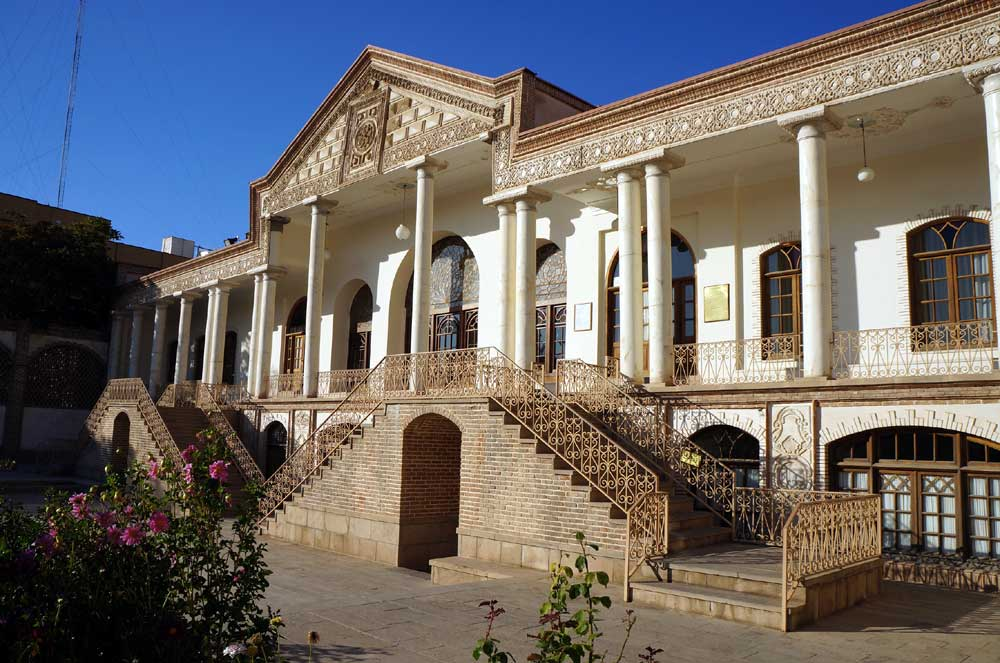
موزه قاجار (خانهٔ امیرنظام گروسی)

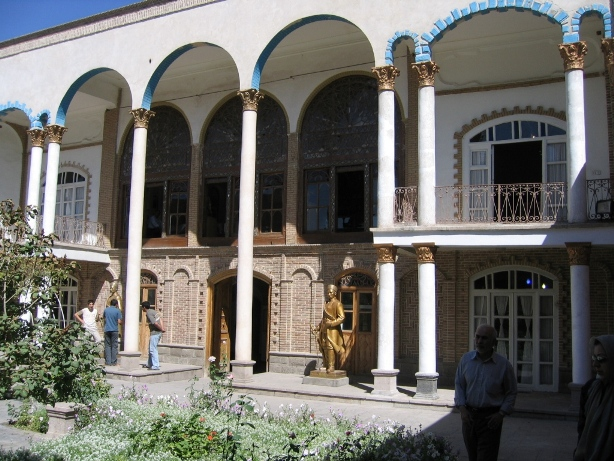
خانه مشروطه (خانه کوزه‌کنانی)

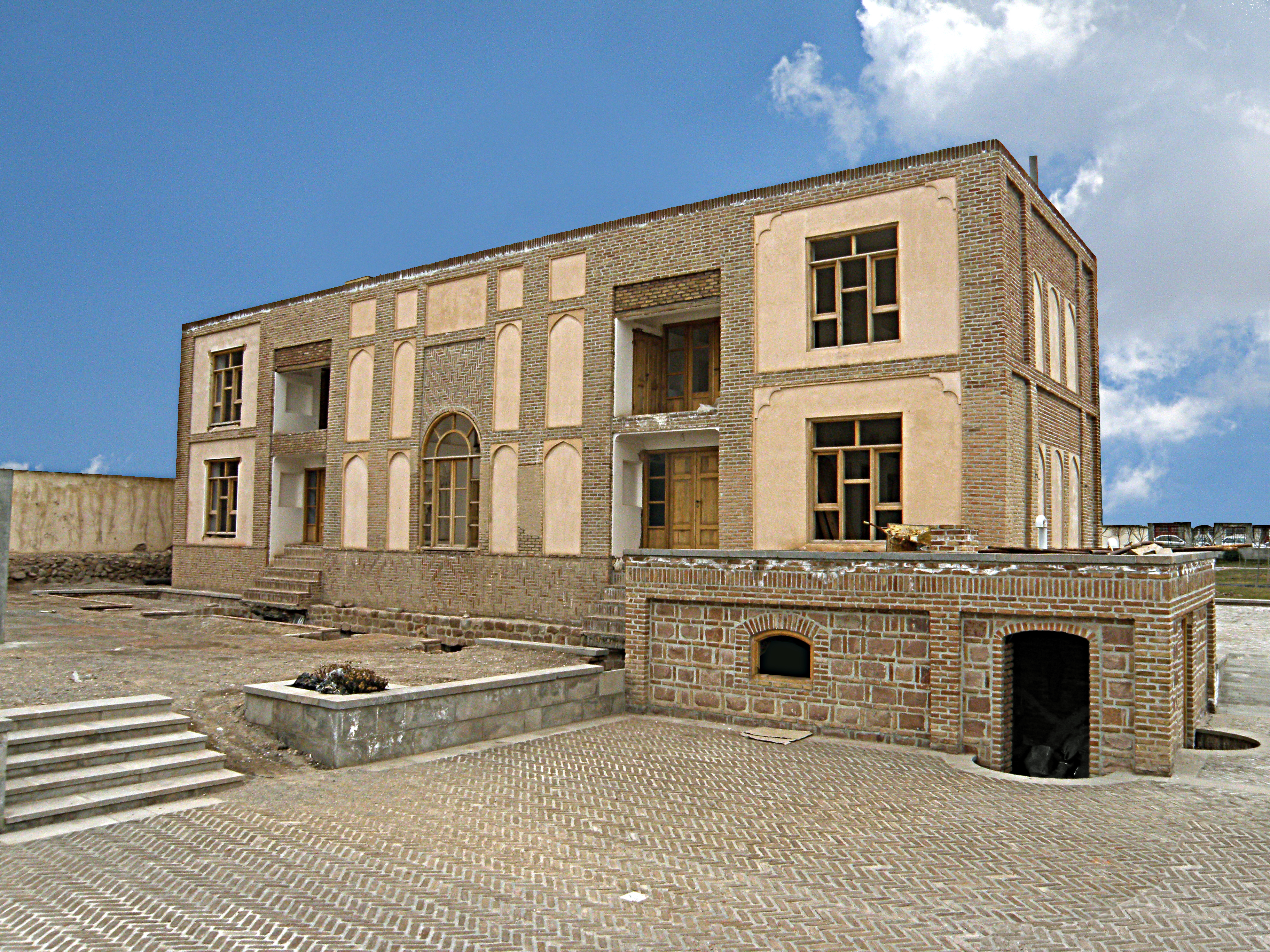
خانه امیرکبیر

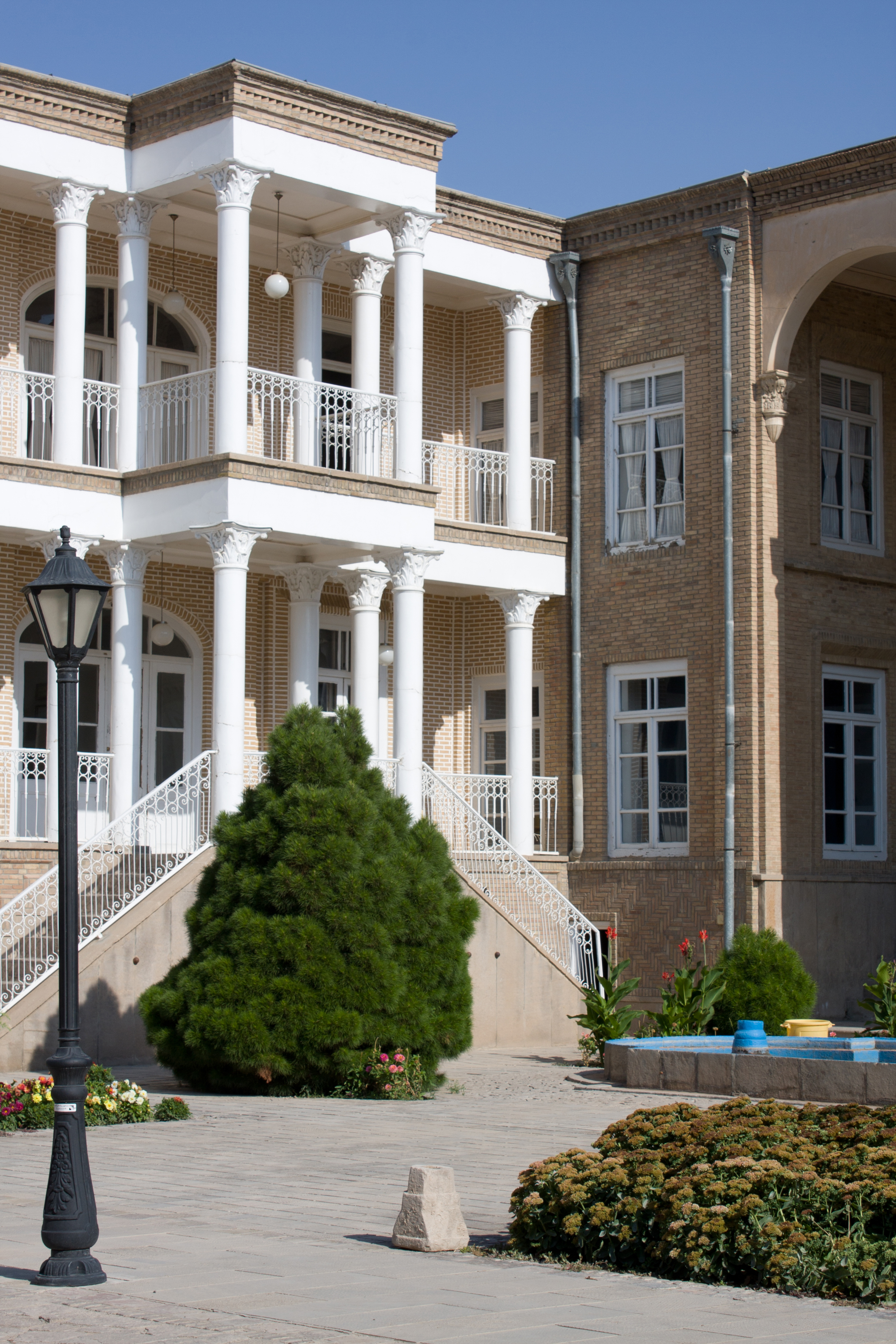
خانه گنجه‌ای‌زاده

قدمت اکثر خانه‌های تاریخی تبریز به دوران پس از قاجار می‌رسد. تبریز دومین شهر پررونق کشور از لحاظ خانه‌های تاریخی است. تمام بناهای تاریخی و دیدنی موجود در شهر تبریز در آخرین شب سال ۱۱۹۳ هجری و در آغاز دورهٔ قاجاریه، بر اثر وقوع زمین‌لرزه‌ای هولناک تخریب شدند و شهر تبریز به‌ویرانه‌ای از خرابه‌ها تبدیل گشت. البته برخی از بناهای محکم و استوار، همچون ارک علیشاه، بازار تبریز، مسجد استادشاگرد، مسجد جامع و مسجد کبود باوجود آسیب‌های فراوانی که دیدند، باقی ماندند.
پس از وقوع زمین‌لرزهٔ سال ۱۱۹۳ هجری و در آغازین سال‌های دورهٔ قاجار، ساخت‌وساز در شهر تبریز رونق گرفت و مردم بر روی خرابه‌های تبریز ویران‌شده، شهری نو با خانه‌هایی زیبا و جالب بنا کردند. امروزه نیز این خانه‌های قدیمی که قدمتشان به‌دورهٔ قاجار می‌رسد، در نقاط مرکزی شهر تبریز به‌چشم می‌خورند. ولی در طی ده‌ها سال، آسیب‌هایی به‌آن‌ها وارد شده‌است که نیازمند ترمیم و بهسازی هستند. خوش‌بختانه در سال‌های اخیر، روند ترمیم خانه‌های تاریخی شهر تبریز ازسرگرفته‌شده‌است. برای نمونه، خانهٔ مشروطه به‌موزهٔ مشروطه، خانهٔ شربت‌اوغلی به‌فرهنگسرای تبریز و خانهٔ قدکی به‌دانشکدهٔ معماری تبدیل شده‌است. در حال حاضر نیز، بسیاری از این خانه‌ها در حال احیا و ترمیم هستند و پس از ترمیم به‌موزه یا سایر مراکز فرهنگی تبدیل خواهند شد. امروزه در سطح شهر تبریز، بیش از ۶۰۰ باب خانه تاریخی شناسایی شده‌است و تخمین زده‌می‌شود که این تعداد در سال‌های آینده با کاوش‌هایی که در حال انجام است، به بیش از ۸۰۰ باب نیز برسد.
برخی از مشهورترین خانه‌های تاریخی تبریز
- خانه اردوبادی موزه اسناد آذربایجان.
- خانه امیرنظام گروسی
- خانه بهنام دانشکده معماری.
- خانه پروین اعتصامی
- خانه تاجرباشی
- خانه حاج‌محمد آقاحبشی
- خانه حیدرزاده
- خانه ختایی (خانه هنرمندان تبریز)
- خانه ستارخان
- خانه سرخه‌ای
- خانه سلطان‌القرائی
- خانه سلماسی موزه سنجش.
- خانه شربت‌زاده موزه سفال.
- خانه فرزام
- خانه قدکی دانشکده معماری.
- خانه کلانتر
- خانه گنجه‌ای‌زاده دانشکده معماری.
- خانه مستشارالدوله
- خانه میرزاحسین واعظ
- خانه میرزامحمدحسین مجتهد
- خانه میرزامهدی‌خان فراش‌باشی
- خانه حاج رضا صادری ( خانه معبودی)
- خانه حاج ارفع الملک جلیلی
- خانه اسفندیاری واقع در کوچه صدر
- خانه تعزیه ائوی قراملک

## نگارخانه

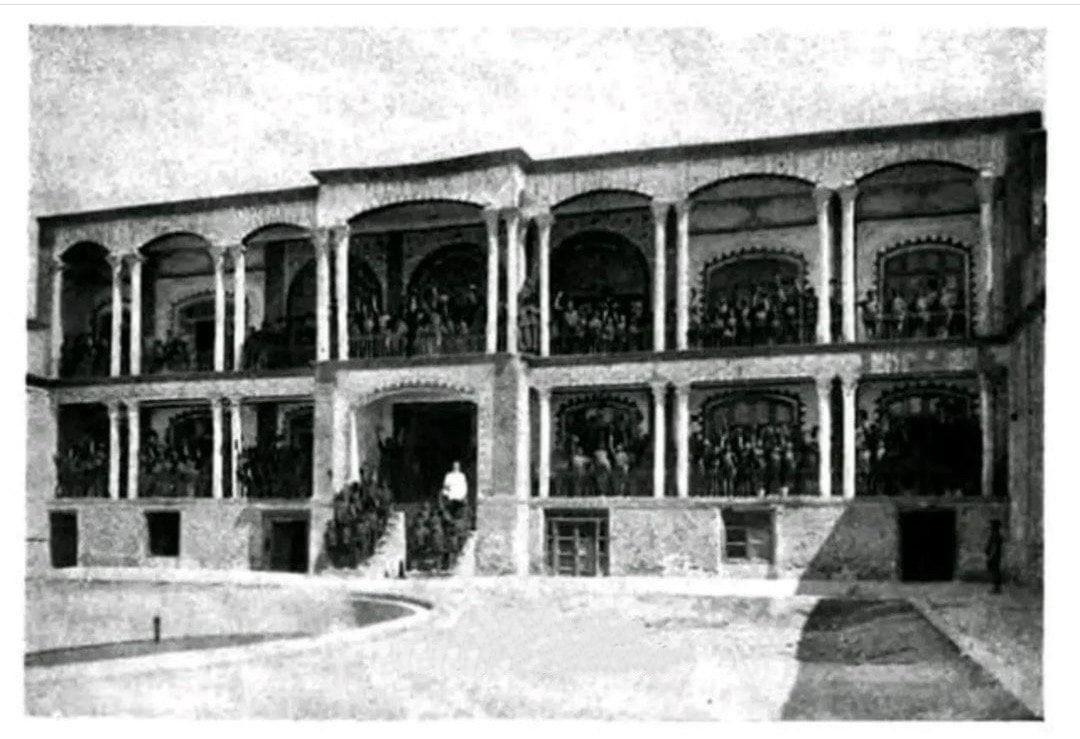
خانه اسفندیاری در سال 1923